# Callianassa
Genre
Callianassa est un genre de crevettes de la famille des Callianassidae. Il doit son nom à la Néréide du même nom.
Trois espèces appartenant à l'origine à ce genre (C. candida, C. tyrrhena et C. whitei) ont été placées en 2003 dans un nouveau genre, Pestarella, tandis que d'autres comme Callianassa filholi ont été placées en 2010 dans le genre Biffarius.
Aujourd'hui 46 espèces sont habituellement reconnues au sein du genre Callianassa selon WoRMS.

## Liste des espèces et non-classés
Selon Paleobiology Database (28 octobre 2014) :
- Callianassa abbreviata
- Callianassa affinis A. Milne-Edwards, 1861 †
- Callianassa alabamensis
- Callianassa alaica
- Callianassa almerai
- Callianassa alpha
- Callianassa americana
- Callianassa atlantica
- Callianassa atrox
- Callianassa awakina
- Callianassa bandonensis
- Callianassa beberibae
- Callianassa beta
- Callianassa birmanica
- Callianassa bosqueana
- Callianassa brazoensis
- Callianassa calaritana
- Callianassa canavarii
- Callianassa chanabadica
- Callianassa cheyennensis
- Callianassa congolae
- Callianassa cowlitzensis
- Callianassa crassa A. Milne-Edwards, 1870 †
- Callianassa creagrachir
- Callianassa cretacea
- Callianassa danai
- Callianassa delta
- Callianassa depressiva
- Callianassa desmarestiana
- Callianassa edwardsi
- Callianassa elegans
- Callianassa epsilon
- Callianassa erecta
- Callianassa eta
- Callianassa ferox
- Callianassa floridana
- Callianassa fortis
- Callianassa frangens
- Callianassa fresnoensis
- Callianassa gamma
- Callianassa gigantea
- Callianassa glabra
- Callianassa hayanoi
- Callianassa heberti
- Callianassa hilli
- Callianassa hulli
- Callianassa incerta
- Callianassa infracretacea
- Callianassa inglisestris
- Callianassa isikariensis
- Callianassa kerepesiensis
- Callianassa kewana
- Callianassa knapptonensis
- Callianassa lacunosa
- Callianassa ledae
- Callianassa longa
- Callianassa lusitanica
- Callianassa macrodactylus
- Callianassa magna
- Callianassa massarandubae
- Callianassa maxima
- Callianassa megachir
- Callianassa menziesi
- Callianassa meridionalis
- Callianassa minor
- Callianassa moinensis
- Callianassa mokkatamensis
- Callianassa mottai
- Callianassa neocomiensis
- Callianassa nilotica
- Callianassa norica
- Callianassa oktibbehana
- Callianassa oregonensis
- Callianassa orientalis
- Callianassa oroszyi
- Callianassa orthodactylus
- Callianassa ovalis
- Callianassa panamensis
- Callianassa parinasensis
- Callianassa parisiensis
- Callianassa pedemontana
- Callianassa pellucida
- Callianassa peruviana
- Callianassa primaeva
- Callianassa prisca
- Callianassa pseudonilotica
- Callianassa pustulata
- Callianassa quadrata
- Callianassa rapax
- Callianassa rovasendae
- Callianassa roztoczensis
- Callianassa seefriedi
- Callianassa simplex
- Callianassa songoensis
- Callianassa spinulosa
- Callianassa stephensi
- Callianassa stimpsoni
- Callianassa stridens
- Callianassa subplana
- Callianassa subspinosa
- Callianassa subterranea
- Callianassa subterraneus
- Callianassa suffolkensis
- Callianassa szobensis
- Callianassa taiwanica
- Callianassa tanakai
- Callianassa tayamai
- Callianassa tenuis
- Callianassa tepetatensis
- Callianassa theta
- Callianassa transversoplicata
- Callianassa trechmanni
- Callianassa turkestanica
- Callianassa ulrichi
- Callianassa umpquaensis
- Callianassa uncifera
- Callianassa urgoneensis
- Callianassa valida
- Callianassa velox
- Callianassa vidali
- Callianassa vorax
- Callianassa waikurana
- Callianassa wechesensis
- Callianassa whiteavesi
- Callianassa yagii
- Callianassa zeta

Selon World Register of Marine Species (28 octobre 2014) :
- Callianassa anoploura Sakai, 2002
- Callianassa australis Kensley, 1974
- Callianassa chakratongae Sakai, 2002
- Callianassa diaphora Le Loeuff & Intes, 1974
- Callianassa exilimaxilla Sakai, 2005
- Callianassa gruneri Sakai, 1999
- Callianassa marchali Le Loeuff & Intes, 1974
- Callianassa nigroculata Sakai, 2002
- Callianassa persica Sakai, 2005
- Callianassa plantei Sakai, 2004
- Callianassa propriopedis Sakai, 2002
- Callianassa rathbunae Glaessner, 1929
- Callianassa stenomastaxa Sakai, 2002
- Callianassa subterranea (Montagu, 1808)
- Callianassa tenuipes Sakai, 2002